# Daniela da Silva
Daniella Helena da Silva est une joueuse brésilienne de volley-ball née le 10 mai 1981 à São Paulo. Elle mesure 1,81 m et joue au poste de réceptionneuse-attaquante. 

## Clubs
| Club                          | De        | À         |
| ----------------------------- | --------- | --------- |
| Grêmio de Vôlei Osasco        | 1998-1998 | 1998-1998 |
| Clube Atlético Paulistano     | 1999-1999 | 1999-1999 |
| Esporte Clube Ipiranga        | 2000-2000 | 2000-2000 |
| Club Atlético Vélez Sarsfield | 2001-2001 | 2001-2001 |
| Tietê Vôlei Clube             | 2002-2002 | 2002-2002 |
| Macaé Sports                  | 2002-2003 | 2002-2003 |
| VBC Biel-Bienne               | 2003-2004 | 2003-2004 |
| Acesol Voley Gijón            | 2004-2005 | 2004-2005 |
| Grupo Cultural Covadonga      | 2005-2006 | 2006-2007 |
| Voleibol Bargas Toledo        | 2007-2008 | 2007-2008 |
| Club Voleibol Haro            | 2008-2009 | 2008-2009 |
| Cala de Finestrat             | 2009-2010 | 2009-2010 |
| Club Voleibol Murillo         | 2010-2011 | …         |

## Palmarès
- Copa de la Reina
  - Vainqueur : 2014, 2015, 2016, 2018, 2019, 2020.
  - Finaliste : 2012, 2013, 2017.
- Championnat d'Espagne
  - Vainqueur : 2014, 2015, 2016, 2017, 2018, 2019.
  - Finaliste : 2013.
- Supercoupe d'Espagne
  - Vainqueur : 2013, 2014, 2015, 2017, 2018, 2019.
  - Finaliste : 2016.